# Aljona Alexandrowna Mamina
Aljona Alexandrowna Mamina (russisch Алёна Александровна Мамина; geb. Tamkowa (russisch Тамкова); engl. Transkription Alyona Aleksandrovna Mamina (Tamkova); * 30. Mai 1990 in Swerdlowsk, Sowjetunion) ist eine russische Sprinterin, die sich auf den 400-Meter-Lauf spezialisiert hat.

## Sportliche Laufbahn
Erste Erfahrung bei internationalen Meisterschaften sammelte Aljona Mamina 2008 bei den Juniorenweltmeisterschaften in Bydgoszcz, bei denen sie im 200-Meter-Lauf mit 24,07 s im Halbfinale ausschied und mit der russischen 4-mal-100-Meter-Staffel mit 45,15 s in der Vorrunde ausschied. Im Jahr darauf gewann sie bei den Junioreneuropameisterschaften in Novi Sad in 23,72 s die Silbermedaille über 200 Meter und 2011 siegte sie bei den U23-Europameisterschaften in Ostrava in 44,14 s mit der russischen Staffel. 2013 siegte sie bei der Sommer-Universiade im heimischen Kasan in 3:26,61 min mit der 4-mal-400-Meter-Staffel und gewann über 400 Meter in 51,17 s die Silbermedaille hinter ihrer Landsfrau Xenija Aksjonowa. Bei den Hallenweltmeisterschaften in Sopot gelangte sie mit der 4-mal-400-Meter-Staffel ursprünglich auf den vierten Platz, wurde aber wegen eines Dopingvergehens einer Mitstreiterin disqualifiziert. Im August gelangte sie bei den Europameisterschaften in Zürich in 3:25,02 min auf den vierten Platz.
Seit 2018 ist sie als Authorised Neutral Athlete startberechtigt und qualifizierte sich für die Europameisterschaften in Berlin, bei denen sie mit 52,72 s in der ersten Runde über 400 Meter ausschied. Im Jahr darauf nahm sie erstmals an den Weltmeisterschaften in Doha teil, schied aber auch dort mit 52,15 s im Vorlauf aus. Anschließend gelangte sie bei den Militärweltspielen in Wuhan über 200 Meter bis in das Halbfinale, in dem sie aber disqualifiziert wurde. Zudem gewann sie mit der russischen 4-mal-400-Meter-Staffel in 3:28,09 min die Silbermedaille hinter der Mannschaft aus Polen.
2019 wurde Mamina russische Meisterin in der 4-mal-400-Meter-Staffel.

## Persönliche Bestzeiten
- 200 Meter: 23,35 s (+1,1 m/s), 30. Juni 2013 in Schukowski
  - 200 Meter (Halle): 23,59 s, 24. Februar 2016 in Moskau
- 400 Meter: 51,17 s, 9. Juli 2013 in Kasan
  - 400 Meter (Halle): 52,39 s, 1. Februar 2015 in Moskau